# مهران نورافكن
مهران نورافكن (بالفارسية: مهران نورافکن) هو لاعب كرة قدم إيراني في مركز الدفاع، ولد في 17 نوفمبر 1986 في شيراز في إيران. لعب مع نادي استقلال طهران ونادي برق شيراز. سبد ذو الأجنحة الشريطية